# Dave Martin (wielrenner)
Dave Martin (3 maart 1978) is een Zimbabwaans wielrenner. Met vijf nationale wegtitels en vijf tijdrittitels is hij nationaal recordhouder in beide disciplines.

## Carrière
In 2005 werd Martin voor het eerst nationaal kampioen: de tijdrit legde hij sneller af dan Mohamed Conway en Wonder Matenje. Twee jaar later nam hij deel aan het wereldkampioenschap voor B-landen, waar hij op plek 26 eindigde in de tijdrit en de wegwedstrijd niet uitreed. Datzelfde jaar werd hij voor het eerst nationaal kampioen op de weg. In 2010 pakte hij voor het eerst de dubbel: in de tijdrit in Harare was hij ruim drie minuten sneller dan Conway, waarna hij drie dagen later in de wegwedstrijd diezelfde Conway en Bright Chipongo versloeg in een sprint met drie.
In 2015 won Martin zijn derde dubbel, waardoor hij in beide disciplines vijfmaal nationaal kampioen was geworden.

## Overwinningen
2005
 Zimbabwaans kampioen tijdrijden, Elite
2007
 Zimbabwaans kampioen op de weg, Elite
2008
 Zimbabwaans kampioen op de weg, Elite
2010
 Zimbabwaans kampioen tijdrijden, Elite
 Zimbabwaans kampioen op de weg, Elite
2011
 Zimbabwaans kampioen tijdrijden, Elite
2014
 Zimbabwaans kampioen tijdrijden, Elite
 Zimbabwaans kampioen op de weg, Elite
2015
 Zimbabwaans kampioen tijdrijden, Elite
 Zimbabwaans kampioen op de weg, Elite